# مد۲

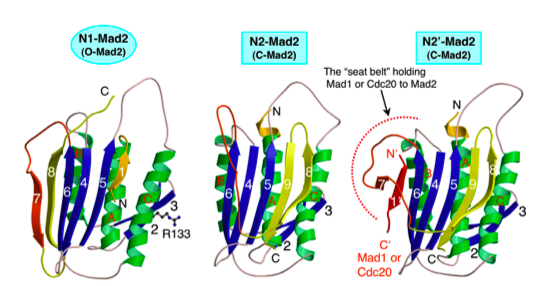
ساختارهای ممکن به هنگام ترکیب شدن پروتین مَد۲

مَد۲ یک پروتین تنظیم کنندهٔ تشکیل دوک تقسیم میتوزی ضروری در بدن است. یک سیستم نظارتی است که بر پیشرفت تقسیم سلولی از طریق انتقال از مرحلهٔ متافاز به آنافاز نظارت دارد و این فرایند را به شکلی منظم کنترل می‌نماید. پروتین مَد۲ نخستین بار در مخمر ساکارومایسس سرویزیه هنگام بررسی تأثیر سم‌های مایکروتیوبلی بر این گونهٔ مخمر کشف گشت. به هنگام مرحلهٔ تشکیل دوک تقسیم در تقسیم میتوزی سلولی مَد۲ سبب می‌شود تا کروماتیدهای خواهر منحرف شده جدا نشوند. به هنگام مرحلهٔ نظارت و جداسازی در طول تقسیم میتوزی پروتین‌های مَد۲ با مَد۱ ترکیب شده و ساختارهای بستهٔ بسیار پایدار مد۱-مد۲ (به انگلیسی: Closed-Mad2-Mad1 complexes) را پدیدمی‌آورند همچنین می‌توانند با پروتین‌های چرخهٔ تقسیم سلولی ۲۰ (به انگلیسی:cell-division cycle protein ۲۰ یا CDC20) ترکیب شوند که ساختارهای بسیار پایداری را پدیدمی‌آورند. در نتیجه پروتین مَد۲ تنها می‌تواند با پروتین مَد۱ ترکیب شود یا با پروتین‌های چرخهٔ تقسیم سلولی ۲۰ نه هر دوی آنها.